# Sofiane Djeffal
Sofiane Djeffal (* 19. April 1999 in Nantes) ist ein französisch-algerischer Fußballspieler.

## Karriere
Er begann seine Karriere in der U19 des FC Nantes und besuchte ab August 2018 die Oregon State, wo er für die College-Mannschaft Oregon State Beavers. Zur Saison 2022 wurde er vom MLS-Franchise D.C. United gedraftet. Sein Debüt hatte er hier auch direkt am 1. Spieltag bei einem 3:0-Sieg gegen den Charlotte FC, wo er in 64. Minute für Moses Nyeman eingewechselt wurde.
Im November 2022 wurde er vom Austin FC gedraftet.